# پایگاه نیروی هوایی چاندهار
پایگاه نیروی هوایی چاندهار (به انگلیسی: Chandhar Air Force Base) یک فرودگاه نظامی است که یک باند فرود آسفالت دارد و طول باند آن ۲۷۴۳ متر است. این فرودگاه در کشور پاکستان قرار دارد و در ارتفاع ۱۸۹ متری از سطح دریا واقع شده‌است.